# Frankie Laine
Pour les articles homonymes, voir Laine (homonymie).
Frank Paul LoVecchio alias Frankie Laine (30 mars 1913, Chicago - 6 février 2007, San Diego, Californie) est un chanteur et acteur américain. Ses surnoms sont nombreux, "M. Rhythm, " "Old Leather Lungs".  Il a interprété des chansons de différents styles : country, rock, gospel et jazz.
Il commence sa carrière en 1930 mais devra attendre la fin des années 1940 pour connaître un succès considérable, la vente de ses disques étant estimée à une centaine de millions à travers le monde.
Il fit partie de cette génération de chanteurs américains d'origine italienne au même titre que Frank Sinatra ou Perry Como.
C'est à lui qu'on doit les versions originales ou qu'il a popularisées de :
- That Lucky Old Sun, repris par Ray Charles
- Jezebel, repris par Édith Piaf
- Dream a Little Dream of Me, repris par The Mamas & the Papas
- Rawhide (chanson de la série Rawhide), repris par les Blues Brothers
- Gunfight at the O.k. Corral (chanson du film du même nom Règlements de comptes à OK Corral)

Il fut actif jusqu'au début des années 2000. Il meurt à l'âge de 93 ans d'une maladie cardiovasculaire.

## Numéros 1
- That Lucky Old Sun - no 1 US octobre/novembre 1950[2]
- Mule Train - no 1 US décembre 1950
- I Believe (avec Paul Weston & his orchestra) - no 1 GB avril/août 1953[3]
- Hey Joe (avec Paul Weston & his orchestra) - no 1 GB octobre 1953
- Answer Me (avec Paul Weston & his orchestra) - no 1 GB novembre 1953
- Cool Water - no 1 GB octobre 1955
- A Woman In Love - no 1 GB octobre 1956